# Piotr Borawski
Piotr Ryszard Borawski (ur. 1951 w Warszawie) – polski historyk, dyplomata, doktor nauk historycznych, działacz związkowy, chargé d’affaires RP w Kazachstanie (1994–1995) i Gruzji (1997–2000).

## Życiorys
Piotr Borawski w 1975 ukończył studia historyczne na Uniwersytecie Warszawskim. W 2010 na Akademii Humanistycznej w Pułtusku uzyskał stopień doktora nauk historycznych na podstawie napisanej pod kierunkiem Mirosława Nagielskiego dysertacji Ziemska służba wojskowa Tatarów Wielkiego Księstwa Litewskiego w XV–XVII w. Jego zainteresowania naukowe obejmują: historię Tatarów Wielkiego Księstwa Litewskiego, problemy polityczno-etniczne i etnografię Kaukazu, zagadnienia etniczno-polityczne i wyznaniowe państw Wspólnoty Niepodległych Państw.
W latach 1991–2019 pracował w Ministerstwie Spraw Zagranicznych. W latach 1994–1995 kierował jako chargé d’affaires Ambasadą RP w Ałmaty z jednoczesną akredytacją w Kirgistanie. W latach 1996–1997 był przedstawicielem Ministra Spraw Zagranicznych w Gruzji ds. powołania ambasady w Tbilisi, którą następnie kierował jako chargé d’affaires w latach 1997–2000. W latach 1996–2000 prowadził badania nad reliktami pogaństwa w górskich rejonach Gruzji. W 1999 odbył podróż po należących do Turcji historycznych ziemiach Gruzji. Jej efektem są artykuły naukowe poświęcone zabytkom średniowiecznej architektury gruzińskiej. 
W latach 2003–2007 był konsulem w Ambasadzie w Kiszyniowie. W latach 2009–2010 przewodniczył związkowi zawodowemu NSZZ „Solidarność” Pracowników Służby Zagranicznej. W latach 2010–2015 pracował jako radca w Ambasadzie RP w Moskwie, a następnie w latach 2015–2017 jako kierownik referatu wydziału wizowo-paszportowego w Konsulacie Generalnym w Petersburgu. W latach 2023-2024 był przewodniczącym Komisji Zakładowej NSZZ „Solidarność” Pracowników Służby Zagranicznej.
Żonaty, ma dwóch synów. 

## Publikacje
Piotr Borawski jest autorem kilkudziesięciu artykułów naukowych oraz sześciu książek.
Publikacje książkowe:
- Piotr Borawski, Tatarzy w dawnej Rzeczypospolitej, wyd. 1, Warszawa: Ludowa Spółdzielnia Wydawnicza, 1986, ISBN 83-205-3747-9, OCLC 14281025. Brak numerów stron w książce
- Piotr Borawski, Aleksander Dubiński, Tatarzy polscy : dzieje, obrzędy, legendy, tradycje, wyd. 1, Warszawa: Iskry, 1986, ISBN 83-207-0597-5, OCLC 13982816. Brak numerów stron w książce
- Piotr Borawski, Ziemska służba wojskowa Tatarów Wielkiego Księstwa Litewskiego w XV–XVII wieku, wyd. 1, Zabrze: Inforteditions, 2015, ISBN 978-83-64023-65-1, OCLC 952837457. Brak numerów stron w książce
- Piotr Borawski, Tomasz Borawski, Wojna w Abchazji 1992–1993 : konflikt gruzińsko-abchaski : geneza – dzieje – epilog, wyd. 1, Zabrze: Wydawnictwo Inforteditions, 2020, ISBN 978-83-65982-52-0, OCLC 1164120755. Brak numerów stron w książce
- Borawski P., Tatarzy Rzeczypospolitej Obojga Narodów. Dzieje wojenne i tradycje, tom I - II, wyd. 1, Zabrze: Wydawnictwo Inforteditions, 2023, ISBN 978-83-67730-23-5.
- Borawski P., Walka Gruzinów o utrzymanie niepodległości za czasów Edwarda Szewardnadzego, wyd. 1, Zabrze: Wydawnictwo Inforteditions, 2024, ISBN 978-83-67730-66-2.

Wydane źródła:
- Borawski P., Sienkiewicz W., Wasilewski T., Rewizja dóbr tatarskich 1631 roku - sumariusz i wypisy, "Acta Baltico-Slavica", t. XX, 1989;